# 白细胞介素-10
白细胞介素-10（亦稱為介白素-10，英文：Interleukin 10，簡稱IL-10），也称为细胞激素合成抑制因子（cytokine synthesis inhibitory factor，CSIF），是一种抗炎症细胞因子。在人类中，IL-10由「IL10」基因编码。IL-10的訊號需要藉由細胞膜上的介白素-10受體（IL-10受體）傳遞到細胞內。IL-10受體在作用時構型為含四個次單元的蛋白質複合體，其中包含兩個IL-10受體1（IL-10R1）單元以及兩個IL-10受體2（IL-10R2）單元。在接收到IL-10訊號時，IL-10R1會先直接與IL-10結合，之後呼叫（recruit）IL-10R2形成完整複合體，以進行後續的訊號傳遞，IL-10R2並不直接與IL-10結合。IL-10通过JAK1和Tyk2分别磷酸化IL-10受体1、IL-10受体2的胞质尾端，来诱导STAT3信号传递。

## 基因和蛋白质结构
IL-10蛋白是同型二聚体，每个亚基的长度均为178个氨基酸。
IL-10被归为2类细胞因子——包括IL-19、IL-20、IL-22、IL-24(Mda-7)、IL-26和I型干扰素（IFN-α,-β,-ε,-κ,-ω），II型（IFN-γ），III型（IFN-λ，也称为IL-28A，IL-28B，和IL-29）。

## 表达与合成
在人类中，IL-10由「IL10」基因编码，该基因位于1号染色体上，包含5个外显子，主要由单核细胞产生，并在较小程度上由淋巴细胞产生，即II型T辅助细胞（TH2），肥大细胞，CD4+CD25+Foxp3+调节性T细胞，以及活化的T细胞和B细胞的某些子集。在这些细胞中触发PD-1后，单核细胞可以产生IL-10。IL-10上调也由GPCR介导，例如β-2肾上腺素和2型大麻素受体。IL-10的表达在未经刺激的组织中极少，似乎需要由共生或病原菌触发。IL-10表达在转录和转录后水平受到严格调节。刺激TLR或Fc受体途径后，在单核细胞中观察到广泛的IL-10基因座重塑。IL-10诱导涉及ERK1/2，p38和NF-κB信号传导，以及通过转录因子NF-κB和AP-1的启动子结合而引起的转录激活。IL-10可能通过负反馈回路自动调节其表达，该回路涉及IL-10受体的自分泌刺激和p38信号通路的抑制。此外，IL-10的表达在转录后水平受到广泛调控，这可能涉及通过富含AU的元件和诸如let-7或miR-106的microRNA控制mRNA的稳定性。 

## 功能
IL-10是一种在免疫调节和炎症中具有多效性的细胞因子。它下调了巨噬细胞上Th1细胞因子、MHC-II类抗原、共刺激分子的表达。它还增强了B细胞的生存、增殖和产生抗体的能力。IL-10可以阻断NF-kB活动，并参与JAK-STAT信号转导通路的调节。
IL-10发现与1991年，最初报道其抑制细胞分泌、抗原呈递和CD4+细胞活化。进一步的研究表明，IL-10主要抑制脂多糖(LPS)和细菌产物介导的促炎性细胞因子TNFα、IL-1β、IL-12、IFNγ的分泌，这些细胞因子由Toll样受体（TLR）触发的骨髓细胞谱系分泌。

### 对肿瘤的影响
随着时间的流逝，IL-10功能的细微差别出现了，因为已证明对荷瘤小鼠的治疗可抑制肿瘤转移。多个实验室的进一步研究已经产生了进一步支持IL-10在免疫神经学背景下的免疫刺激能力的数据。从IL-10转基因小鼠中转染的肿瘤细胞系中表达IL-10或用IL-10给药可控制原发性肿瘤生长并降低转移负担。最近，聚乙二醇化重组鼠IL-10（PEG-rMuIL-10）已显示出诱导IFNγ和CD8+T细胞依赖性抗肿瘤免疫力。更具体地，已显示PEG化的重组人IL-10（PEG-rHuIL-10）增强细胞毒性分子粒酶B和穿孔素的CD8+T细胞分泌，并增强T细胞受体依赖性IFNγ的分泌。 

## 在疾病中的作用
对小鼠的研究表明，肥大细胞也产生IL-10，抵消了这些细胞在变态反应部位的炎症作用。 
IL-10能够抑制由巨噬细胞和Th1T细胞等细胞产生的促炎细胞因子如IFN-γ、IL-2、IL-3、TNFα和GM-CSF的合成。它也显示出抑制抗原呈递细胞的抗原呈递能力的强大能力。但是，它也对某些T细胞（Th2）和肥大细胞具有刺激性，并刺激B细胞成熟和抗体产生。 
IL-10检查环氧合酶Cyclo-oxygenase-2（COX-2）的可诱导形式。缺乏IL-10已被证明可导致COX激活并导致血栓烷受体激活，从而引起小鼠血管内皮和心脏功能障碍。白介素10基因敲除脆弱的小鼠会随着年龄的增长而出现心脏和血管功能障碍。 
IL-10与肌动蛋白有关，因为运动会引起IL-1ra，IL-10和sTNF-R的循环水平增加，这表明体育锻炼可促进抗炎细胞因子的形成。
与健康个体相比，在诊断为多发性硬化症的个体中观察到较低水平的IL-10。由于IL-10水平的降低，TNFα水平不能得到有效调节，因为IL-10可以调节TNF-α转化酶。结果，TNFα水平升高并导致炎症。TNFα本身通过TNF受体1诱导少突胶质细胞脱髓鞘，而慢性炎症与神经元脱髓鞘有关。  
在黑素瘤细胞系中，IL-10调节NKG2D配体的表面表达。

### 临床使用或试验
在小鼠中进行的基因敲除研究表明，这种细胞因子在肠道中是必需的免疫调节剂。的确，克罗恩氏病患者对用重组白介素10产生细菌的治疗反应良好，证明了IL-10对抵消人体过度活跃的免疫反应的重要性。
根据数据，在临床试验中，数千名患有各种自身免疫性疾病的患者接受了重组人IL-10（rHuIL-10）的治疗。与预期相反，rHuIL-10治疗并未对克罗恩病患者的疾病产生重大影响。或类风湿关节炎。rHuIL-10治疗最初在牛皮癣中显示出有希望的临床数据。但在一项随机，双盲，安慰剂对照的II期临床试验中未能达到临床意义。对rHuIL-10在人类中作用的进一步研究表明，rHuIL-10除了抑制炎症外，还能够发挥促炎作用。

#### 聚乙二醇化形式
除这些数据外，目前正在进行一项I期免疫科学临床试验，以评估PEG化重组人IL-10（PEG-rHuIL-10，AM0010）的治疗能力。与临床前免疫免疫学数据一致，研究者报告了实质性的抗肿瘤功效。相反于所报告的在体外和体内产生的IL-10的免疫抑制作用，治疗癌症患者的PEG-重组人白介-10引发的剂量滴定感应的免疫刺激细胞因子IFNγ，IL-18，IL-7，GM-CSF和IL-4的表达。此外，接受治疗的患者的外周CD8+T细胞表达活化标记，例如程序性死亡配體1（PD-L1）+，淋巴细胞活化基因3（LAG3）+和Fas配体（FasL）升高，血清TGFβ降低，其折叠倍数增加。这些发现与使用PEG-rMuIL-10的已发表的临床前免疫科学报告以及以前用rHuIL-10治疗人类的发现一致。这些数据表明，尽管IL-10可以在细菌产物刺激的髓样细胞中发挥免疫抑制作用，但对人的rHuIL-10/PEG-rHuIL-10治疗主要是免疫刺激。截至2018年AM0010（又名pegilodecakin）正在进行3期临床试验。

### 互动
已经证明IL-10与白介素10受体α亚基相互作用。
IL-10受体复合物也需要IL10R2链来启动信号传导。这种配体-受体的组合存在于鸟类和青蛙中，也可能存在于骨鱼类中。    

## 进一步阅读
- Bortesi L, Rossato M, Schuster F, Raven N, Stadlmann J, Avesani L, Falorni A, Bazzoni F, Bock R, Schillberg S, Pezzotti M. . BMC Biotechnology. March 2009, 9 (1): 22. PMC 2667500 . PMID 19298643. doi:10.1186/1472-6750-9-22.
- Moore KW, de Waal Malefyt R, Coffman RL, O'Garra A. . Annual Review of Immunology. 2001, 19 (1): 683–765. PMID 11244051. doi:10.1146/annurev.immunol.19.1.683.
- Girndt M. . Blood Purification. 2003, 20 (5): 485–8. PMID 12207099. doi:10.1159/000063553.
- Beebe AM, Cua DJ, de Waal Malefyt R. . Cytokine & Growth Factor Reviews. 2003, 13 (4–5): 403–12. PMID 12220553. doi:10.1016/S1359-6101(02)00025-4.
- Mocellin S, Panelli MC, Wang E, Nagorsen D, Marincola FM. . Trends in Immunology. January 2003, 24 (1): 36–43. PMID 12495723. doi:10.1016/S1471-4906(02)00009-1.
- Roncarolo MG, Battaglia M, Gregori S. . Journal of Autoimmunity. June 2003, 20 (4): 269–72. PMID 12791310. doi:10.1016/S0896-8411(03)00047-7.
- Groux H, Cottrez F. . Journal of Autoimmunity. June 2003, 20 (4): 281–5. PMID 12791313. doi:10.1016/S0896-8411(03)00044-1.
- Llorente L, Richaud-Patin Y. . Journal of Autoimmunity. June 2003, 20 (4): 287–9. PMID 12791314. doi:10.1016/S0896-8411(03)00043-X.
- Asadullah K, Sabat R, Friedrich M, Volk HD, Sterry W. . Current Drug Targets. Inflammation and Allergy. June 2004, 3 (2): 185–92. PMID 15180472. doi:10.2174/1568010043343886.
- Stenvinkel P, Ketteler M, Johnson RJ, Lindholm B, Pecoits-Filho R, Riella M, Heimbürger O, Cederholm T, Girndt M. . Kidney International. April 2005, 67 (4): 1216–33. PMID 15780075. doi:10.1111/j.1523-1755.2005.00200.x.
- Chang CF, Wan J, Li Q, Renfroe SC, Heller NM, Wang J. . Neurobiol. Dis. July 2017, 103: 54–69. PMC 5540140 . PMID 28365213. doi:10.1016/j.nbd.2017.03.016.
- Copeland KF. . Mini Reviews in Medicinal Chemistry. December 2005, 5 (12): 1093–101. PMID 16375755. doi:10.2174/138955705774933383.